# Александров, Григорий Семёнович
Григо́рий Семёнович Алекса́ндров  (30 сентября 1904, Полтава — 20 августа 1990, Киев) — советский кинооператор, режиссёр-документалист, организатор кинопроизводства, фронтовой кинооператор Великой Отечественной войны. Заслуженный деятель искусств УССР (1988).

## Биография
Родился 17 (30) сентября 1904 года в Полтаве, Российская империя. Окончил операторский факультет Одесского государственного кинотехникума кинематографии в 1927 году, работал на Ялтинской, Одесской киностудиях как оператор неигрового кино. В 1928 году перешёл на Киевскую кинофабрику ВУФКУ, где также участвовал в создании игровых картин.
Был призван в РККА в 1942 году. На фронте — с апреля 1943 года в звании старшего лейтенанта, затем капитана. С ноября 1943 года и до конца службы — на 1-м Украинском фронте. Специализировался на авиасъёмках, участвовал в боевых вылетах. Руководил установкой на самолёты 2-й Воздушной армии фото-кино пулемётов, одновременно обучая технический и лётный состав его эксплуатации. Демобилизовался в конце июля 1945 года.
С августа на Киевской студии художественных фильмов, около года работал в качестве заместителя директора. С марта 1950-го по 1952 год был начальником Управления по производству фильмов, членом коллегии Министерства кинематографии УССР. С 1953 года был назначен директором «Киевучтехфильма» (с 1954 – «Киевнаучфильм»). Также не оставлял работу оператора и режиссёра. Вышел на пенсию в 1974 году.
Член ВКП(б) с 1942 года. Член Союза кинематографистов СССР (Киевское отделение) с 1958 года.
Скончался 20 августа 1990 года в Киеве.

## Фильмография

### Оператор
- 1927 — Ешал-ада
- 1927 — Керченский металлургический завод
- 1927 — Ялта дыбом
- 1928 — Бессарабская коммуна
- 1928 — Светлый путь
- 1929 — Береги зрение
- 1929 — Зерновая фабрика
- 1929 — Культура сахарной свеклы (совм с Я. Краевским)
- 1929 — Организация труда в колхозе
- 1930 — Глазные операции
- 1930 — Пернатое золото (совм. с А. Федотовым)
- 1930 — Слово о печати
- 1930 — Фабрика бекона (совм. с Ю. Тамарским)
- 1931 — VIII съезд ЛКСМУ
- 1931 — XII съезд Советов Украины
- 1931 — Птица (совм. с А. Федотовым)
- 1932 — Физкультура
- 1932 — За здоровый паровоз
- 1932 — Зелёный клин (Уссурийский Край)
- 1932 — Крабы
- 1932 — Марш шахтёров
- 1932 — Путь свободен (совм. с)
- 1932 — Слово о печати
- 1934 — Красный платочек (совм. с А. Федотовым)
- 1935 — Встреча четырёх городов / Матч четырёх городов (совм. с другими операторами)
- 1935 — Последняя ночь / Зона / Белая смерть (не вышел, совм. с другими операторами)
- 1935 — Цветущая Украина (совм. с другими операторами)
- 1938 — Сорочинская ярмарка (совм. с Николаем Кульчицким)
- 1940 — Майская ночь (совм. с Николаем Кульчицким)
- 1940 — Освобождение (совм. с группой операторов)[4]
- 1945 — Александр Покрышкин (совм. с группой операторов)
- 1945 — Берлин (совм. с группой операторов)
- 1947 — Голубые дороги (второй оператор)
- 1953 — Мартын Боруля (совм. с С. Ревенко)
- 1963 — В небе Покрышкин

### Режиссёр
- 1927 — Ешал-ада
- 1927 — Керченский металлургический завод
- 1927 — Ялта дыбом
- 1928 — Бессарабская коммуна
- 1929 — Зерновая фабрика
- 1929 — Организация труда в колхозе
- 1930 — Глазные операции
- 1931 — VIII съезд ЛКСМУ
- 1931 — XII съезд Советов Украины
- 1932 — За здоровый паровоз
- 1932 — Слово о печати
- 1932 — Физкультура
- 1963 — Весна в Киеве
- 1963 — И потечёт Днепр за Перекоп

### Сценарист
- 1963 — Весна в Киеве
- 1963 — И потечёт Днепр за Перекоп

## Награды
- орден Отечественной войны II степени (16 июня 1945)[5]
- орден Красной Звезды (28 мая 1945)[6]
- орден Трудового Красного Знамени (24 ноября 1960)[1]
- медали